# Эдермансдорф
Эдермансдорф (нем. Aedermannsdorf) — коммуна в Швейцарии, в кантоне Золотурн. 
Входит в состав округа Таль. Население составляет 560 человек (на 31 декабря 2007 года). Официальный код — 2421.